# 105-й отдельный гвардейский миномётный дивизион реактивной артиллерии
105-й отдельный гвардейский миномётный дивизион реактивной артиллерии  — воинская часть в  вооружённых силах СССР во время Великой Отечественной войны.

## История
Дивизион формировался в Алабино в декабре 1941 года.
В составе действующей армии с 27 декабря 1941 по 10 апреля 1942 и с 9 июля 1942 по 3 августа 1944 года.
В конце декабря 1941 года прибыл на Волховский фронт, где поддерживает его войска, нанося удары по укреплениями противника за Волховом в ходе Любанской операции. Так, в частности, 7-8 января 1942 года поддерживает в наступлении 378-ю стрелковую дивизию
В марте 1942 года вошёл в состав 36-го гвардейского миномётного полка и дальнейший боевой путь прошёл в его составе. В апреле 1942 года вместе с полком выведен в резерв, в июле 1942 года переброшен севернее Воронежа, с 12 июля 1942 года поддерживает контрудар 161-й стрелковой дивизии на сёла Подгорное и Подклетное, затем в июле-августе 1942 года поддерживает обороняющуюся на Задонском шоссе 195-ю стрелковую дивизию. Осенью 1942 года действует в районе Коротояка. В январе-феврале 1943 года принимает участие в Острогожско-Россошанской операции, Воронежско-Касторненской операции, наступлении на Харьков и отступлении от него.
С началом Курской битвы дивизион располагается в районе Обояни и наносит удары по наступающему 48-му танковому корпусу. 16 июля 1943 года дивизион сосредоточился в районе населённого пункта Ивня, где перешёл в оперативное подчинение в 6-й танковый корпус . В составе корпуса дивизион наступает в ходе Белгородско-Харьковской операции, наносит удары по Томаровке, Борисовке, принимает участие в отражении контрудара противника к югу от Богодухова.
В третьей декаде сентября 1943 года обеспечивает огнём захват, удержание и расширение Букринского плацдарма.
В начале 1944 года поддерживает огнём наступление 3-й гвардейской танковой армии на Бердичев, затем весной 1944 года наступает на Проскуров.
3 августа 1944 года переименован в 2-й миномётный дивизион 36-го гвардейского миномётного полка, таким образом прекратив своё существование как отдельная воинская часть.

## Подчинение
| Дата            | Фронт (округ)            | Армия                          | Дивизия | Корпус | Полк                                                   | Примечания |
| --------------- | ------------------------ | ------------------------------ | ------- | ------ | ------------------------------------------------------ | ---------- |
| 01.12.1941 года | Московский военный округ | -                              | -       | -      | -                                                      | -          |
| 01.01.1942 года | Волховский фронт         | 59-я армия                     | -       | -      | -                                                      | -          |
| 01.02.1942 года | Волховский фронт         | -                              | -       | -      | -                                                      | -          |
| 01.03.1942 года | Волховский фронт         | 2-я ударная армия              | -       | -      | -                                                      | -          |
| 01.04.1942 года | Волховский фронт         | 52-я армия                     | -       | -      | 36-й гвардейский миномётный полк реактивной артиллерии | -          |
| 01.05.1942 года | Московский военный округ | -                              | -       | -      | 36-й гвардейский миномётный полк реактивной артиллерии | -          |
| 01.06.1942 года | Московский военный округ | -                              | -       | -      | 36-й гвардейский миномётный полк реактивной артиллерии | -          |
| 01.07.1942 года | Московский военный округ | -                              | -       | -      | 36-й гвардейский миномётный полк реактивной артиллерии | -          |
| 01.08.1942 года | Воронежский фронт        | 60-я армия                     | -       | -      | 36-й гвардейский миномётный полк реактивной артиллерии | -          |
| 01.09.1942 года | Воронежский фронт        | 60-я армия                     | -       | -      | 36-й гвардейский миномётный полк реактивной артиллерии | -          |
| 01.10.1942 года | Воронежский фронт        | 6-я армия                      | -       | -      | 36-й гвардейский миномётный полк реактивной артиллерии | -          |
| 01.11.1942 года | Воронежский фронт        | 6-я армия                      | -       | -      | 36-й гвардейский миномётный полк реактивной артиллерии | -          |
| 01.12.1942 года | Воронежский фронт        | 40-я армия                     | -       | -      | 36-й гвардейский миномётный полк реактивной артиллерии | -          |
| 01.01.1943 года | Воронежский фронт        | -                              | -       | -      | 36-й гвардейский миномётный полк реактивной артиллерии | -          |
| 01.02.1943 года | Воронежский фронт        | 40-я армия                     | -       | -      | 36-й гвардейский миномётный полк реактивной артиллерии | -          |
| 01.03.1943 года | Воронежский фронт        | -                              | -       | -      | 36-й гвардейский миномётный полк реактивной артиллерии | -          |
| 01.04.1943 года | Воронежский фронт        | -                              | -       | -      | 36-й гвардейский миномётный полк реактивной артиллерии | -          |
| 01.05.1943 года | Воронежский фронт        | -                              | -       | -      | 36-й гвардейский миномётный полк реактивной артиллерии | -          |
| 01.06.1943 года | Воронежский фронт        | -                              | -       | -      | 36-й гвардейский миномётный полк реактивной артиллерии | -          |
| 01.07.1943 года | Воронежский фронт        | -                              | -       | -      | 36-й гвардейский миномётный полк реактивной артиллерии | -          |
| 01.08.1943 года | Воронежский фронт        | 5-я гвардейская армия          | -       | -      | 36-й гвардейский миномётный полк реактивной артиллерии | -          |
| 01.09.1943 года | Воронежский фронт        | 6-я гвардейская армия          | -       | -      | 36-й гвардейский миномётный полк реактивной артиллерии | -          |
| 01.10.1943 года | Воронежский фронт        | -                              | -       | -      | 36-й гвардейский миномётный полк реактивной артиллерии | -          |
| 01.11.1943 года | 1-й Украинский фронт     | -                              | -       | -      | 36-й гвардейский миномётный полк реактивной артиллерии | -          |
| 01.12.1943 года | 1-й Украинский фронт     | -                              | -       | -      | 36-й гвардейский миномётный полк реактивной артиллерии | -          |
| 01.01.1944 года | 1-й Украинский фронт     | 3-я гвардейская танковая армия | -       | -      | 36-й гвардейский миномётный полк реактивной артиллерии | -          |
| 01.02.1944 года | 1-й Украинский фронт     | -                              | -       | -      | 36-й гвардейский миномётный полк реактивной артиллерии | -          |
| 01.03.1944 года | 1-й Украинский фронт     | -                              | -       | -      | 36-й гвардейский миномётный полк реактивной артиллерии | -          |
| 01.04.1944 года | 1-й Украинский фронт     | -                              | -       | -      | 36-й гвардейский миномётный полк реактивной артиллерии | -          |
| 01.05.1944 года | 1-й Украинский фронт     | -                              | -       | -      | 36-й гвардейский миномётный полк реактивной артиллерии | -          |
| 01.06.1944 года | 1-й Украинский фронт     | -                              | -       | -      | 36-й гвардейский миномётный полк реактивной артиллерии | -          |
| 01.07.1944 года | 1-й Украинский фронт     | 3-я гвардейская танковая армия | -       | -      | 36-й гвардейский миномётный полк реактивной артиллерии | -          |

## Командование
капитан Карпов Пётр Карпович (с 15.12.1941), капитан Сытый Василий Лаврентьевич (1942), капитан Калоша Евгений Архипович (1943), капитан Лапко Павел Кондратьевич (7.1943), капитан Титов Владимир Лаврентьевич (с 12.1943), майор Браул Игорь Яковлевич (1945);

## Отличившиеся воины дивизиона
| Награда | Ф. И. О.                                   | Должность                           | Звание                    | Дата награждения | Примечания |
| ------- | ------------------------------------------ | ----------------------------------- | ------------------------- | ---------------- | ---------- |
|         | Щербаков, Александр Фёдорович (Герой СССР) | начальник разведки 105-го дивизиона | гвардии старший лейтенант | 24.12.1943       | -          |